# كريس وودورد
كريس وودورد (بالإنجليزية: Chris Woodward) هو لاعب كرة قاعدة أمريكي، ولد في 27 يونيو 1976 في كوفينا في الولايات المتحدة.

## وصلات خارجية
- كريس وودورد على موقع دوري كرة القاعدة الرئيسي (الإنجليزية)
- كريس وودورد على موقعبيزبول رفرنس.كوم (الدوري الرئيسي) (الإنجليزية)
- كريس وودورد على موقعبيزبول رفرنس.كوم (الدوري الثانوي) (الإنجليزية)
- كريس وودورد على موقع إي إس بي إن.كوم (أم.أل.بي) (الإنجليزية)
- كريس وودورد على موقع مشجعي الرسوم البيانية (الإنجليزية)